# 灌云县人民医院
灌云县人民医院，是中国江苏省的一所医院，为二级甲等医院，位于灌云县伊山镇健康路。

## 规模
灌云县人民医院总床位300张，日门诊量378人次。